# Równina
Równina – wielkopowierzchniowa forma ukształtowania terenu. Stanowi ją płaski lub prawie całkowicie poziomy (nachylenie do 3°) teren. Równiny mogą występować na obszarach nizin, wyżyn lub gór (doliny rzek lub wierzchowiny), charakter równinny mają znaczne powierzchnie den oceanów.
Pochodzenie równin jest zróżnicowane, ze względu na genezę wyróżnia się:
- równiny strukturalne
- równiny akumulacyjne
- równiny denudacyjne
- równiny aluwialne

Za największą równinę Ziemi można uznać Nizinę Amazonki (pochodzenia aluwialnego) o powierzchni ok. 3,5 mln km².